# Friedrich Nausea
Friedrich Nausea, auch mit dem Zusatz Blancicampianus, eigentlich Friedrich Grau (* um 1496 in Waischenfeld, Hochstift Bamberg; † 6. Februar 1552 in Trient) war römisch-katholischer Bischof von Wien. Nausea in der Bedeutung Grauen ist die Latinisierung seines Familiennamens.

## Leben
Friedrich Nausea besuchte die Schule in Zwickau, ab 1514 studierte er an der Universität Leipzig, die er mit dem Baccalaureat und dem Magistertitel abschloss. Ab 1517 war er Lehrer in Bamberg. Bischof Georg III. Schenk von Limpurg und dessen Hofmeister Johann von Schwarzenberg ermöglichten ihm ein Studium an den Universitäten in Padua und Siena. 1523 erwarb er den Titel eines Doktors der Rechte. 1524 begleitete er Lorenzo Campeggi zum Nürnberger Reichstag und zum Regensburger Konvent. In Bretten versuchte er, Philipp Melanchthon zur Rückkehr zur katholischen Kirche zu bewegen.
Ende 1525 wurde er zum Diakon geweiht und als Pleban des St.-Bartholomäus-Stiftes Stadtpfarrer in Frankfurt am Main. In der Reichsstadt Frankfurt sah er sich unmittelbar mit den erbitterten Auseinandersetzungen zwischen dem altgläubigen Lager und den Anhängern der Reformation konfrontiert. Der Frankfurter Zunftaufstand vom April 1525 lag nur Monate zurück; seinen Vorgänger Peter Meyer hatten die Aufständischen im März zur Flucht nach Mainz gezwungen. Im Juni 1525 hatte der Rat die beiden reformatorischen Prediger Johann Bernhard und Dionysius Melander an die Bartholomäuskirche berufen, um die Bürger ruhigzustellen. Der Chor der Bartholomäuskirche blieb weiterhin den altgläubigen Stiftsgeistlichen vorbehalten, allerdings verhinderte der Rat zunächst, dass der neu eingesetzte Stadtpfarrer sein Amt antreten konnte. Nausea kam erst im Februar 1526 in die Stadt und musste nach tätlichen Angriffen auf seine Person bereits im März 1526 nach Mainz fliehen.
Dort war er als Domprediger im Mainzer Dom tätig und erhielt eine Präbende beim Stift St. Maria ad Gradus. 1533 erhielt er die theologische Doktorwürde der Universität Siena. Ab 1534 war er Hofprediger Ferdinands I., der ihn 1540 als Koadjutor der Propstei Ingelheim einsetzte. Seit 1538 war er Koadjutor von Johann Fabri, dem er 1541 als Oberhirte von Wien nachfolgte. Erst in diesem Jahr wurde er zum Priester und Bischof geweiht. Von 1547 bis 1552 war er zudem Propst im Chorherrenstift St. Margaretha in Waldkirch.
Gegenüber den Protestanten vertrat er eine tolerante Haltung, war für die Verwendung der Volkssprache bei der Messfeier, die Gewährung des Laienkelchs und die Aufhebung des Zölibats. Zudem befürwortete er eine Reform der Römischen Kurie und eine Erneuerung sowohl des Episkopats als auch des Klerus. In seiner Diözese konnte er die Ausbreitung der Reformation nicht verhindern. 1544 schlug er die Abhaltung eines Konzils in Köln oder Regensburg vor. Ab 1551 nahm er am Konzil von Trient teil, wo er ein Jahr später verstarb.
Seine Heimatstadt Waischenfeld hat er nie vergessen, das zeigt eine großherzige Stiftung sowohl für die Pfarrkirche St. Johannes der Täufer als auch für die Armen und Gebrechlichen der Stadt.
Im Jahr 1897 wurde in Wien-Ottakring (16. Bezirk) die Nauseagasse nach ihm benannt.

## Werke (Auswahl)

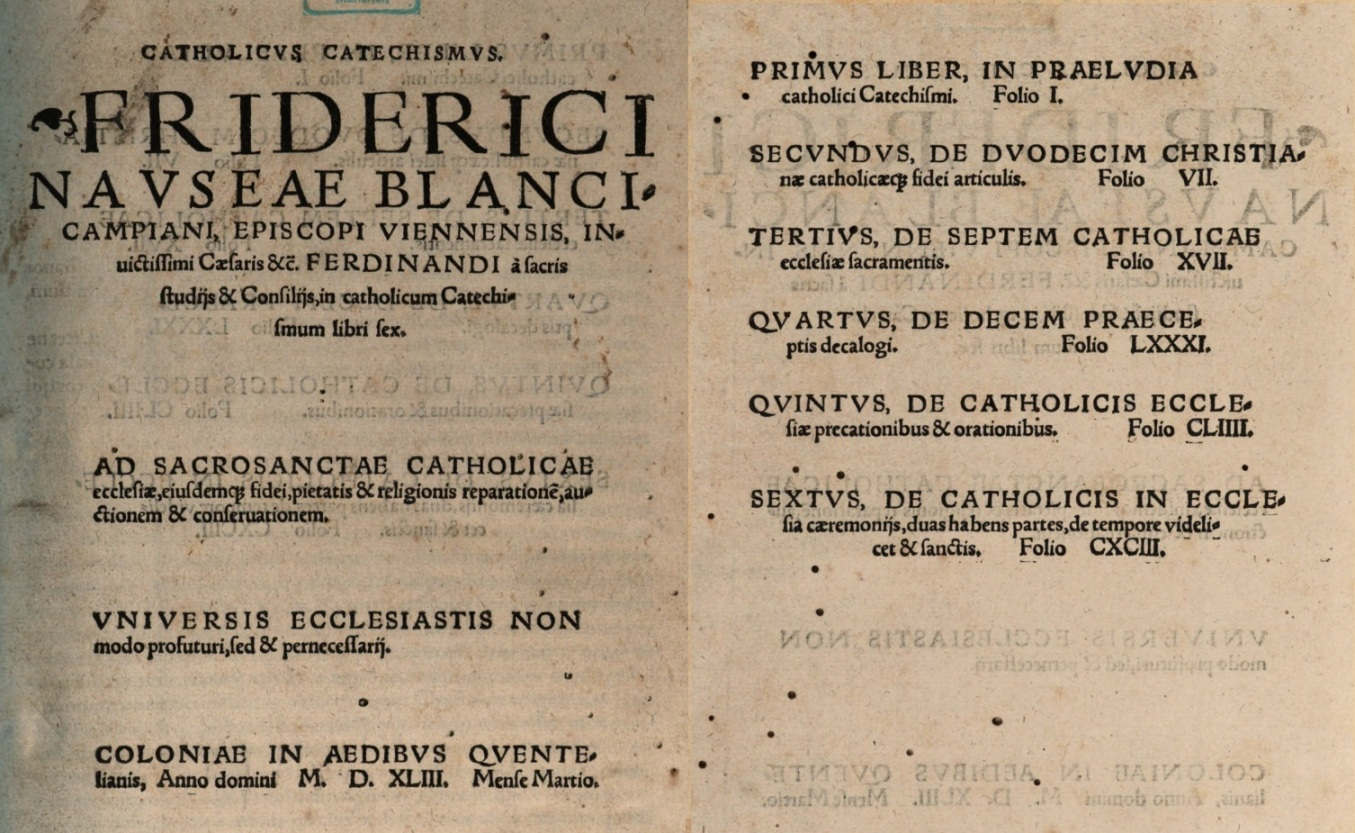
Titelseite und Gliederung von Nauseas Katechismuskommentar (1543)

- Evangelicae veritatis homiliarum centuriae tres nuper excusae. Köln 1532 (Digitalisat)
- Centuriae homiliarum. Köln 1530
- Rerum conciliarum libri V. Köln 1538
- Catechismus catholicus. Köln 1543